# سان مارك
سان مارك هي بلدية من بلديات هاييتي. وهي إحدى بلديات دائرة سانت مارك في إدارة أرتيبونيت. يبلغ عدد سكانها 160,181 حسب احصائيات عام 2003.

## أعلام
- قاي أليكساندر
- جيمس مارسلين
- جارسيللي رويسي
- فيليب غيرييه
- بيتر جيرمان